# کایاکنت
کایاکنت (به لاتین: Kayakent) یک منطقهٔ مسکونی در روسیه است که در شهرستان کایاکنتسکی واقع شده‌است.